# 783
سنة 783 م كانت سنة بسيطة تبدأ يوم الأربعاء (الرابط يظهر نموذج التقويم الكامل للسنة) من التقويم اليولياني. بدأت تسمية السنة ب783 منذ العصور الوسطى المبكرة، عندما أصبح تقويم أنو دوميني هو الأسلوب السائد في أوروبا لتسمية السنوات.

## وفيات
- المقنع الخراساني سياسي إيراني
- بارترايد دو لو العريشة صحيفة مستقلة أسسها سراج النعيم
- حماد بن سلمة
- سايلو ملك أستورياس
- عيسى بن موسى